# Dario Morello
Dario Morello (Lecce, 11 gennaio 1968) è un ex calciatore italiano, di ruolo attaccante.

## Caratteristiche tecniche
Era un centravanti, talvolta impiegato anche in posizione di ala.

## Carriera
Salentino di origine, cresce nell'URI Milano, per poi passare all'Inter dove viene inserito nella Primavera. A farlo esordire in Serie A, ancora ventenne, è Giovanni Trapattoni: il tecnico lo fa debuttare il 28 febbraio 1988, sostituendo Ciocci nella partita con il Verona (1-1). Durante la militanza in nerazzurro svolge il servizio di leva nel reparto dell'aviazione; colleziona anche alcune presenze nelle coppe europee. Con la squadra meneghina si aggiudica uno scudetto e una Supercoppa italiana, totalizzando 44 apparizioni e 5 reti (di cui 3 in Coppa Italia).
Nel 1990 si trasferisce alla Reggiana, ottenendo una promozione dalla Serie B alla massima serie nel 1993. Il 29 agosto 1993, nella partita che segna il debutto della compagine emiliana in Serie A, è l'autore dell'assist a Michele Padovano,  nel gol del temporaneo pari proprio contro l'Inter (che vincerà poi per 2-1). Al termine del campionato, la Reggiana riesce a salvarsi.
Dopo il quadriennio in granata, viene ceduto al Bologna compiendo con i felsinei un doppio salto di categoria (dalla C1 al massimo campionato). Successivamente milita nella divisione con la maglia del Genoa e nuovamente nelle file dei reggiani, che - a conclusione del torneo 1998-1999 - retrocedono in terza serie. Dopo una fugace esperienza in Scozia nel Dundee United, in cui non scende mai in campo, fa ritorno in Italia, giocando per alcune squadre minori. Il 23 maggio 2004, con la maglia del Sassuolo, sblocca il punteggio del play-out contro la Pro Vercelli che vedrà i neroverdi vincere per 2-1; grazie anche al suo gol, la formazione sassolese raggiunge la salvezza. Si ritira dall'attività agonistica nel 2005, dopo un'ultima stagione con la Bagnolese nella quale ricopre - momentaneamente - l'incarico di allenatore.

## Dopo il ritiro
Una volta abbandonata l'attività agonistica, ha avuto esperienze sia come tecnico di squadre giovanili che a livello dirigenziale.

## Palmarès

### Club

#### Competizioni nazionali
- Campionato italiano: 1

Inter: 1988-1989
- Supercoppa italiana: 1

Inter: 1989
- Campionato italiano di Serie B: 2

Reggiana: 1992-1993
Bologna: 1995-1996
- Serie C1: 1

Bologna: 1994-1995